# Relations entre la Norvège et le Pakistan
Les relations entre la Norvège et le Pakistan font référence aux relations bilatérales entre le royaume de Norvège et la république islamique du Pakistan. 

## Histoire
La Norvège a reconnu l'indépendance du Pakistan en 1947, peu après sa création.
La Norvège fournit une aide au développement au Pakistan, en particulier dans les domaines de la gouvernance et de l'éducation.
La Norvège a une ambassade à Islamabad et un consulat honoraire à Lahore. Le Pakistan a une ambassade à Oslo.